# Drobnołuszczak gruczołowaty

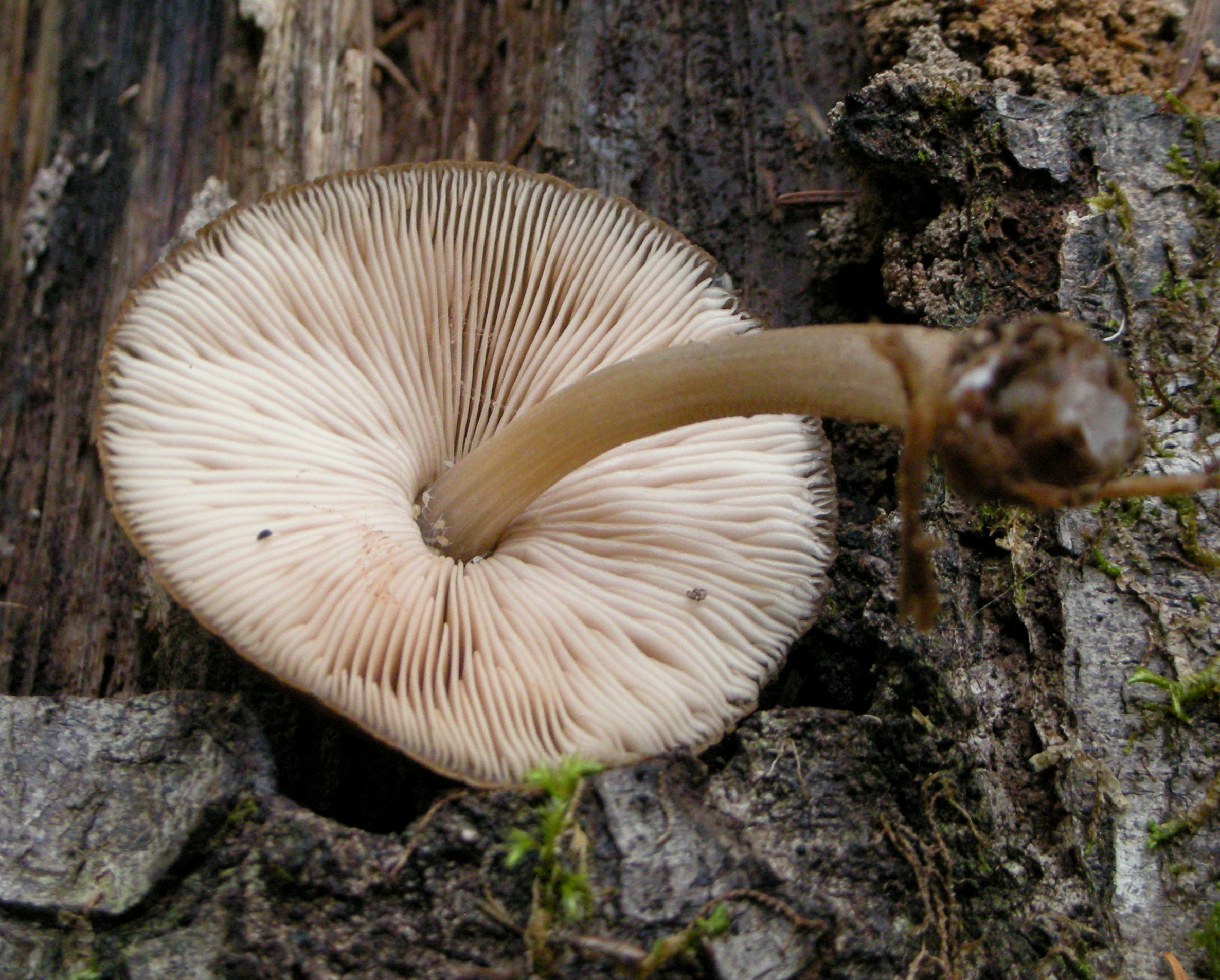

Drobnołuszczak gruczołowaty (Pluteus plautus (Weinm.) Gillet) – gatunek grzybów należący do rodziny łuskowcowatych (Pluteaceae).

## Systematyka i nazewnictwo
Pozycja w klasyfikacji według Index Fungorum: Pluteus, Pluteaceae, Agaricales, Agaricomycetidae, Agaricomycetes, Agaricomycotina, Basidiomycota, Fungi.
Po raz pierwszy gatunek ten opisał w 1836 r. Johann Anton Weinmann nadając mu nazwę Agaricus plautus. Obecną, uznaną przez Index Fungorum nazwę nadał mu Claude-Casimir Gillet w 1876 r.
Synonimy:

- Agaricus plautus Weinm. 1836
- Pluteus alborugosus Kühner & Romagn. 1953
- Pluteus boudieri P.D. Orton 1960
- Pluteus depauperatus Romagn. 1956
- Pluteus dryophiloides P.D. Orton 1969
- Pluteus gracilis (Bres.) J.E. Lange 1936
- Pluteus granulatus Bres. 1881
- Pluteus granulatus var. tenellus J. Favre 1948
- Pluteus pellitus var. gracilis Bres. 1885
- Pluteus plautus var. terrestris Bres. 1882
- Pluteus punctipes P.D. Orton 1960

Stanisław Domański nadał mu w 1955 r. nazwę łuskowiec gruczołowaty, Alina Skirgiełło w 1999 r. opisała ten gatunek pod nazwą łuskowiec poetycki. Władysław Wojewoda w 2003 r. zaproponował nazwę drobnołuszczak gruczołowaty.

## Morfologia
Kapelusz
Średnica 1–5 cm, u młodych okazów półkulisty, z wiekiem płasko wypukły i całkiem płaski, czasem z niewielkim garbkiem. Powierzchnia gładka lub nieco ziarnista, u starszych okazów łuseczkowata lub aksamitna, a czasami na środku żyłkowana. Barwa biała z oliwkowym odcieniem, kremowa, jasnobrązowa, żółtobrązowa lub szarobrązowa, a nawet prawie czarna. Brzeg jaśniejszy, czasami prążkowany aż do połowy.
Blaszki
Wolne, dość gęste, brzuchate, o szerokości do 1 cm, początkowo białe, potem szaroróżowe. Ostrze białe lub różowe, czasem kosmkowate.
Trzon
Wysokość 1,5–6 cm, grubość do 0,2–0,5 cm, walcowaty, czasami z bulwiasto zgrubiałą podstawą, początkowo pełny, potem pusty. Powierzchnia biała, białokremowa lub szarawa, u podstawy trzonu ciemniejsza. Pierścienia brak.
Miąższ
Dość gruby, o barwie od białej do białokremowej, o nieprzyjemnym zapachu i również nieprzyjemnym, choć łagodnym smaku.
Cechy mikroskopowe
Zarodniki 6–8 × 5–8 µm, szerokoelipsoidalne lub o kształcie zbliżonym do kulistego. Cheilocystydy dość liczne, maczugowate, wrzecionowate lub workowate, 30–65 × 12–20 µm, zazwyczaj bezbarwne, czasami z jasnobrązowym pigmentem. Pleurocystydy o wymiarach 50–90 × 19–30 µm, wrzecionowate, maczugowate, wrzecionowate lub workowate, czasami o wydłużonym szczycie, bezbarwne lub z ziarnistym, szarawym pigmentem. Strzępki w skórce kapelusza ułożone palisadowo, o gruszkowatych, cylindrycznych lub maczugowatych elementach końcowych, bezbarwne, czasami tylko z wewnątrzkomórkowym pigmentem. Obecne kaulocystydy.

## Występowanie
Opisano występowanie tego gatunku w Ameryce Północnej i Europie. W. Wojewoda w zestawieniu grzybów wielkoowocnikowych Polski w 2003 r. podaje 10 jego stanowisk. Bardziej aktualne stanowiska podaje internetowy atlas grzybów. Znajduje się na Czerwonej liście roślin i grzybów Polski. Ma status I – gatunek o nieokreślonym zagrożeniu.
Grzyb saprotroficzny. Występuje w lasach, na ziemi, na martwym drewnie drzew liściastych i iglastych, na opadłych i próchniejących gałęziach drzew, zwłaszcza buka, świerka, jodły. Owocniki pojawiają się zwykle od kwietnia do września.